# بيفونازول
بيفونازول Bifonazole هو دواء مضاد فطري من مشتقات الايميدازول. دواء من عائلة الازولات (Azoles)، ناجع لعلاج فطريات الجلد. يعمل على تثبيط نمو الفطريات من خلال تثبيط عملية تشييد ارجوستيرول الذي هو أحد مكونات غشاء الخلية في الخميرة والفطريات.

## آلية العمل
له آلية عمل مضاعفة (ثنائية) حيث يعمل على منع تحول 24-methylendihydrolanosterol إلى desmethylsterol في الفطريات وذلك بالترافق مع تثبيط HMG-CoA، مما يكسبه خصائص قاتلة للفطور الجلدية وهذا ما يميزه عن باقي مضادات الفطور الأخرى.

## الشكل الصيدلاني
يتواجد في شكل جل، كريم، ومحلول، ويستخدم لفطريات الأظافر حيث يتواجد في مرهم للاستخدام الخارجي. كما يتواجد في شامبو لعلاج الامراض الناتجة عن الفطريات في فروة الرأس مثل الالتهاب المثي لفروة الرأس (Seborrhea)، والنخالية المبرقشة (pityriasis versicolor).
- بداية الفعالية: بين عدة أيام وعدة اسابيع. من الممكن مرور 6 اسابيع قبل اختفاء الفطار.

## الاستخدام
يستخدم لعلاج القدم الرياضية، والتي هي إصابة جلدية محدثة بسبب الإصابة بالفطور. الفطريات في فروة الرأس، النخالية المبرقشة؛ التهاب الجلد المثي
وفطريات الاظافر.

## مضادات الاستطباب
- الأشخاص الذين يعانون من حساسية لمضادات الفطور الأخرى من زمرة الايميدازول مثل الكيتوكونازول، فلوكونازول، كلوتريمازول.
- علاج طفح الحفاض عند الرضع.
- علاج مرض القلاع المهبلي.
- علاج التهابات الأظافر أو فروة الرأس.

## الآثار الجانبية
- التهاب جلد تحسسي (أكزيما).
- الإحساس بالحرقة.
- احمرار الجلد أو تهيجه.
- تقشير الجلد أو جفافه.
- حكة الجلد، تقرحات أو طفح جلدي.

## التخزين والحفظ
يحفظ في عبوة محكمة الاغلاق في مكان بارد وجاف، بعيدا عن متناول ايدي الأطفال.

## وصلات خارجية
- Bifonazole. A review of its antimicrobial activity and therapeutic use in superficial mycoses. / Drugs. 1989 Aug;38(2):204-25. ببمد: 2670516